# 1700 Zvezdara
1700 Zvezdara (1940 QC) là một tiểu hành tinh vành đai chính được phát hiện ngày 27 tháng 8 năm 1940 bởi P. Djurkovic ở Belgrade.